# Юніорський чемпіонат світу з хокею із шайбою 2015
Юніорський чемпіонат світу з хокею із шайбою 2015 — 17-й розіграш чемпіонату світу з хокею серед юніорських команд. Чемпіонат приймали швейцарські міста Цуг та Люцерн. Турнір пройшов з 16 по 26 квітня 2015 року.

## Топ-дивізіон
Матчі Топ-дивізіону обслуговували дванадцять головних суддів та десять лайнсменів.

### Команди-учасниці
| Група A                                         | Група B                                           |
| ----------------------------------------------- | ------------------------------------------------- |
| - США - Швеція - Росія - Словаччина - Німеччина | - Чехія - Канада - Фінляндія - Швейцарія - Латвія |

### Регламент змагань
Згідно з регламентом змагань, 10 команд, що поділені на дві рівні групи, проводять по чотири зустрічі всередині групи за круговою системою. За підсумками цих поєдинків, по чотири збірні з кожної групи потрапляють до плей-оф, де  і розігрують звання чемпіона світу. Команди, що посіли останні місця в групах, у серії на вибування, змагаються за право на наступний рік виступати в елітному дивізіоні.

### Попередній раунд
|  | Команди, що потрапили в 1/4 фіналу    |
|  | Команди, що грають серію на вибування |

Група А
| М | Збірна     | І | В | ВО | ПО | П | Ш       | О  | Росія | США  | Словаччина | Швеція | Німеччина |
| - | ---------- | - | - | -- | -- | - | ------- | -- | ----- | ---- | ---------- | ------ | --------- |
| 1 | Росія      | 4 | 4 | 0  | 0  | 0 | 20 - 7  | 12 |       | 3-1  | 4-2        | 7-4    | 6-0       |
| 2 | США        | 4 | 3 | 0  | 0  | 1 | 30 - 8  | 9  | 1-3   |      | 10-0       | 6-4    | 13-1      |
| 3 | Словаччина | 4 | 1 | 1  | 0  | 2 | 9 - 18  | 5  | 2-4   | 0-10 |            | 3-1    | 4-3       |
| 4 | Швеція     | 4 | 1 | 0  | 0  | 3 | 16 - 17 | 3  | 4-7   | 4-6  | 1-3        |        | 7-1       |
| 5 | Німеччина  | 4 | 0 | 0  | 1  | 3 | 5 - 30  | 1  | 0-6   | 1-13 | 3-4        | 1-7    |           |

Група В
| М | Збірна    | І | В | ВО | ПО | П | Ш       | О  | Канада | Фінляндія | Чехія | Швейцарія | Латвія |
| - | --------- | - | - | -- | -- | - | ------- | -- | ------ | --------- | ----- | --------- | ------ |
| 1 | Канада    | 4 | 4 | 0  | 0  | 0 | 21 - 11 | 12 |        | 3-2       | 3-2   | 4-1       | 11-6   |
| 2 | Фінляндія | 4 | 3 | 0  | 0  | 1 | 14 - 6  | 9  | 2-3    |           | 6-1   | 3-1       | 3-1    |
| 3 | Чехія     | 4 | 2 | 0  | 0  | 2 | 12 - 10 | 6  | 2-3    | 1-6       |       | 5-0       | 4-1    |
| 4 | Швейцарія | 4 | 0 | 1  | 0  | 3 | 5 - 14  | 2  | 1-4    | 1-3       | 0-5   |           | 3-2    |
| 5 | Латвія    | 4 | 0 | 0  | 1  | 3 | 10 - 21 | 1  | 6-11   | 1-3       | 1-4   | 2-3       |        |

### Серія на вибування
| Дата       | Команда   | Рахунок | Команда   |
| ---------- | --------- | ------- | --------- |
| 23.04.2014 | Латвія    | 5 : 3   | Німеччина |
| 25.04.2014 | Німеччина | 3 : 5   | Латвія    |

Збірна Латвії виграла серію у збірної Німеччини 2:0.

### Плей-оф

#### Чвертьфінали
- США —  Чехія 7:2
- Канада —  Швеція 5:3
- Фінляндія —  Словаччина 3:0
- Росія —  Швейцарія 0:5

#### Півфінали
- Канада —  США 2:7
- Фінляндія —  Швейцарія 5:4 ОТ

#### Матч за третє місце
| 26 квітня 15:00 |     |           |                            |
| Канада          | 5:2 | Швейцарія | Боссард Арена, Цуг (4,718) |
|                 |     |           | Боссард Арена, Цуг (4,718) |

#### Фінал
| 26 квітня 19:00 |        |           |                            |
| США             | 2:1 ОТ | Фінляндія | Боссард Арена, Цуг (4,457) |
|                 |        |           | Боссард Арена, Цуг (4,457) |

### Найкращі бомбардири
| Гравець            | Матчі | Голи | Паси | Очки | +/− | ШХ |
| ------------------ | ----- | ---- | ---- | ---- | --- | -- |
| Остон Метьюс       | 7     | 8    | 7    | 15   | +11 | 0  |
| Джеремі Бракко     | 7     | 3    | 10   | 13   | +10 | 2  |
| Метью Барзал       | 7     | 3    | 9    | 12   | +2  | 0  |
| Метью Ткачук       | 7     | 2    | 10   | 12   | +10 | 2  |
| Патрік Лайне       | 7     | 8    | 3    | 11   | +6  | 0  |
| Джек Рослович      | 7     | 6    | 5    | 11   | +11 | 4  |
| Мітчелл Стефенс    | 7     | 5    | 5    | 10   | +1  | 10 |
| Колін Вайт         | 7     | 6    | 3    | 9    | +8  | 0  |
| Клейтон Келлер     | 7     | 4    | 5    | 9    | +7  | 0  |
| Мартіньш Дзієркалс | 6     | 3    | 6    | 9    | +2  | 10 |

Джерело: IIHF.com

### Найкращі воротарі
Список п'яти найращих воротарів, сортованих за відсотком відбитих кидків. У список включені лише ті гравці, які провели щонайменш 40% хвилин.
| Гравець           | ЧНЛ    | КД  | ГП | КН   | %ВК   | ША |
| ----------------- | ------ | --- | -- | ---- | ----- | -- |
| Антон Красоткін   | 120:00 | 85  | 4  | 0.00 | 95.29 | 1  |
| Вейні Вегвіляйнен | 437:12 | 233 | 12 | 1.65 | 94.85 | 1  |
| Ілля Самсонов     | 180:00 | 121 | 8  | 2.67 | 93.39 | 0  |
| Еван Сартоу       | 312:44 | 82  | 6  | 1.15 | 92.68 | 1  |
| Адам Гуска        | 278:39 | 160 | 14 | 3.01 | 91.25 | 0  |

Джерело: IIHF.com Статистика воротарів

### Нагороди
Найкращі гравці, обрані дирекцією ІІХФ
- Найкращий воротар:  Ілля Самсонов
- Найкращий захисник:  Вілі Сааріярві
- Найкращий нападник:  Остон Метьюс

Команда усіх зірок, обрана ЗМІ
- Воротар:  Вейні Вегвіляйнен
- Захисники:  Вілі Сааріярві —  Йонас Зігенталер
- Нападники:  Патрік Лайне —  Денис Мальгін —  Остон Метьюс
- Найцінніший гравець (MVP):  Остон Метьюс

## Підсумкова таблиця
|    | Збірна     |
| -- | ---------- |
| 1  | США        |
| 2  | Фінляндія  |
| 3  | Канада     |
| 4  | Швейцарія  |
| 5  | Росія      |
| 6  | Чехія      |
| 7  | Словаччина |
| 8  | Швеція     |
| 9  | Латвія     |
| 10 | Німеччина  |

| Чемпіон світу U18 2015 США Дев'ятий титул |

## Дивізіон І

### Група А
Матчі пройшли у Дебрецені (Угорщина) 12 — 18 квітня.
| М | Збірна    | І | В | ВО | ПО | П | Ш       | О  | Данія | Білорусь | Франція | Норвегія | Казахстан | Угорщина |
| - | --------- | - | - | -- | -- | - | ------- | -- | ----- | -------- | ------- | -------- | --------- | -------- |
| 1 | Данія     | 5 | 4 | 1  | 0  | 0 | 24 - 8  | 14 |       | 4 - 3    | 4 - 1   | 2 - 1    | 5 - 2     | 9 - 1    |
| 2 | Білорусь  | 5 | 3 | 1  | 1  | 0 | 23 - 11 | 12 | 3 - 4 |          | 4 - 0   | 3 - 2    | 6 - 3     | 7 - 2    |
| 3 | Франція   | 5 | 2 | 1  | 0  | 2 | 16 - 13 | 8  | 1 - 4 | 0 - 4    |         | 3 - 2    | 7 - 1     | 5 - 2    |
| 4 | Норвегія  | 5 | 2 | 0  | 2  | 1 | 14 - 12 | 8  | 1 - 2 | 2 - 3    | 2 - 3   |          | 5 - 3     | 4 - 1    |
| 5 | Казахстан | 5 | 1 | 0  | 0  | 4 | 15 - 28 | 3  | 2 - 5 | 3 - 6    | 1 - 7   | 3 - 5    |           | 6 - 5    |
| 6 | Угорщина  | 5 | 0 | 0  | 0  | 5 | 11 - 31 | 0  | 1 - 9 | 2 - 7    | 2 - 5   | 1 - 4    | 5 - 6     |          |

### Найкращі бомбардири
| Поз | Гравець           | Країна   | Матчі | Голи | Паси | Очки | +/− | ШХ |
| --- | ----------------- | -------- | ----- | ---- | ---- | ---- | --- | -- |
| 1   | Олексій Паценкін  | Білорусь | 5     | 3    | 8    | 11   | +4  | 0  |
| 2   | Дмитро Буйницький | Білорусь | 5     | 3    | 7    | 10   | +2  | 6  |
| 3   | Тобіас Ладегофф   | Данія    | 5     | 4    | 3    | 7    | +4  | 6  |
| 4   | Бастен Майя       | Франція  | 5     | 2    | 5    | 7    | 0   | 10 |
| 4   | Даніель Нільсен   | Данія    | 5     | 2    | 5    | 7    | +5  | 0  |

Джерело: IIHF.com

### Найкращі воротарі
Список п'яти найкращих воротарів за відсотком відбитих кидків. У список включені лише ті гравці, які провели щонайменш 40% хвилин.
| Поз | Гравець           | Країна   | ЧНЛ    | ГП | КН   | %ВК   | ША |
| --- | ----------------- | -------- | ------ | -- | ---- | ----- | -- |
| 1   | Лассе Петерсен    | Данія    | 300:25 | 8  | 1.60 | 93.65 | 0  |
| 2   | Олександр Осіпков | Білорусь | 241:12 | 7  | 1.74 | 92.47 | 1  |
| 3   | Якоб Орзал        | Норвегія | 301:20 | 12 | 2.39 | 91.89 | 0  |
| 4   | Рафаель Гарньє    | Франція  | 194:16 | 9  | 2.78 | 91.43 | 0  |
| 5   | Гергей Борш       | Угорщина | 180:00 | 21 | 7.00 | 85.62 | 0  |

Джерело: IIHF.com

### Нагороди
Найкращі гравці, обрані дирекцією ІІХФ.
- Найкращий воротар:  Олександр Осіпков
- Найкращий захисник:  Андреас Мартінсен
- Найкращий нападник:  Матіас Фром

IIHF.com
Найкращі гравці кожної з команд
- Андрій Шикуть
- Олександр Труе
- Томас Тірі
- Бенце Штипшич
- Кирило Панюков
- Йоганнес Йоганнесен

IIHF.com

### Група В
Матчі пройшли у Мариборі (Словенія) 12 — 18 квітня.
| М | Збірна   | І | В | ВО | ПО | П | Ш       | О  | Австрія | Словенія | Японія | Україна | Італія | Литва  |
| - | -------- | - | - | -- | -- | - | ------- | -- | ------- | -------- | ------ | ------- | ------ | ------ |
| 1 | Австрія  | 5 | 5 | 0  | 0  | 0 | 26 - 6  | 15 |         | 6 - 1    | 5 - 1  | 3 - 2   | 5 - 0  | 7 - 2  |
| 2 | Словенія | 5 | 3 | 0  | 1  | 1 | 27 - 21 | 10 | 1 - 6   |          | 3 - 4  | 5 - 3   | 8 - 7  | 10 - 1 |
| 3 | Японія   | 5 | 2 | 1  | 0  | 2 | 16 - 16 | 8  | 1 - 5   | 4 - 3    |        | 4 - 1   | 6 - 5  | 1 - 2  |
| 4 | Україна  | 5 | 2 | 0  | 0  | 3 | 13 - 14 | 6  | 2 - 3   | 3 - 5    | 1 - 4  |         | 3 - 1  | 4 - 1  |
| 5 | Італія   | 5 | 1 | 0  | 0  | 4 | 16 - 24 | 3  | 0 - 5   | 7 - 8    | 5 - 6  | 1 - 3   |        | 3 - 2  |
| 6 | Литва    | 5 | 1 | 0  | 0  | 4 | 8 - 25  | 3  | 2 - 7   | 1 - 10   | 2 - 1  | 1 - 4   | 2 - 3  |        |

### Найкращі бомбардири
| Поз | Гравець          | Країна   | Матчі | Голи | Паси | Очки | +/− | ШХ |
| --- | ---------------- | -------- | ----- | ---- | ---- | ---- | --- | -- |
| 1   | Кристоф Кромп    | Австрія  | 5     | 7    | 3    | 10   | +9  | 4  |
| 2   | Флоріан Бальтрам | Австрія  | 5     | 3    | 6    | 9    | +6  | 2  |
| 3   | Жан Єзовшек      | Словенія | 5     | 7    | 1    | 8    | –2  | 4  |
| 4   | Лукас Гаудум     | Австрія  | 5     | 4    | 3    | 7    | +5  | 10 |
| 5   | Нік Сімшич       | Словенія | 5     | 2    | 5    | 7    | –2  | 14 |
| 5   | Бернд Вольф      | Австрія  | 5     | 2    | 5    | 7    | +8  | 4  |

Джерело: IIHF.com

### Найкращі воротарі
Список п'яти найращих воротарів, сортованих за відсотком відбитих кидків. У список включені лише ті гравці, які провели щонайменш 40% хвилин.
| Поз | Гравець        | Країна   | ЧНЛ    | ГП | КН   | %ВК   | ША |
| --- | -------------- | -------- | ------ | -- | ---- | ----- | -- |
| 1   | Домінік Дівіс  | Австрія  | 240:00 | 6  | 1.50 | 92.94 | 0  |
| 2   | Богдан Дяченко | Україна  | 251:54 | 10 | 2.38 | 90.48 | 0  |
| 3   | Шотаро Канеко  | Японія   | 247:59 | 13 | 3.15 | 87.96 | 0  |
| 4   | Артур Павлюков | Литва    | 286:40 | 20 | 4.19 | 87.80 | 0  |
| 5   | Марк Влахович  | Словенія | 238:46 | 15 | 3.77 | 84.21 | 0  |

Джерело: IIHF.com

### Нагороди
Найкращі гравці, обрані дирекцією ІІХФ.
- Найкращий воротар:  Домінік Дівіс
- Найкращий захисник:  Марк Чепон
- Найкращий нападник:  Кристоф Кромп

IIHF.com
Найкращі гравці кожної з команд
- Лукас Гаудум
- Іван де Лука
- Даічі Саіто
- Ілля Четвертак
- Жан Єзовшек
- Богдан Дяченко

IIHF.com

## Дивізіон ІІ

### Група А
Матчі пройшли у Таллінні (Естонія) 22 — 28 березня.
| М | Збірна          | І | В | ВО | ПО | П | Ш       | О  | Південна Корея | Польща | Велика Британія | Нідерланди | Хорватія | Естонія |
| - | --------------- | - | - | -- | -- | - | ------- | -- | -------------- | ------ | --------------- | ---------- | -------- | ------- |
| 1 | Південна Корея  | 5 | 5 | 0  | 0  | 0 | 28 - 7  | 15 |                | 4-1    | 4-2             | 6-3        | 7-0      | 7-1     |
| 2 | Польща          | 5 | 4 | 0  | 0  | 1 | 18 - 10 | 12 | 1-4            |        | 4-1             | 6-3        | 2-1      | 5-1     |
| 3 | Велика Британія | 5 | 2 | 1  | 0  | 2 | 18 - 13 | 8  | 2-4            | 1-4    |                 | 4-3 Б      | 7-1      | 4-1     |
| 4 | Нідерланди      | 5 | 1 | 1  | 1  | 2 | 18 - 22 | 6  | 3-6            | 3-6    | 3-4 Б           |            | 4-2      | 5-4 ОТ  |
| 5 | Хорватія        | 5 | 1 | 0  | 0  | 4 | 9 - 24  | 3  | 0-7            | 1-2    | 1-7             | 2-4        |          | 5-4     |
| 6 | Естонія         | 5 | 0 | 0  | 1  | 4 | 11 - 26 | 1  | 1-7            | 1-5    | 1-4             | 4-5 ОТ     | 4-5      |         |

Найкращі гравці (директорат)
- Воротар:  Лука Валенчич
- Захисник:  Патрик Всол
- Нападник:  Чихьон Лі

Джерело:ІІХФ
Найкращі гравці команд
- Ренато Платужич
- Микита Козорєв
- Гленн Білінг
- Чен Ан
- Гус Ван Нес
- Патрик Всол

Джерело:ІІХФ

### Група В
Матчі пройшли у Новому Саді (Сербія) 16 — 22 березня.
| М | Збірна    | І | В | ВО | ПО | П | Ш       | О  | Румунія | Іспанія | Сербія | Бельгія | КНР  | Австралія |
| - | --------- | - | - | -- | -- | - | ------- | -- | ------- | ------- | ------ | ------- | ---- | --------- |
| 1 | Румунія   | 5 | 4 | 1  | 0  | 0 | 46 - 12 | 14 |         | 4-3     | 4-3    | 10-1    | 10-2 | 18-3      |
| 2 | Іспанія   | 5 | 4 | 0  | 1  | 0 | 28 - 13 | 13 | 3-4     |         | 2-0    | 6-4     | 3-1  | 14-4      |
| 3 | Сербія    | 5 | 3 | 0  | 0  | 2 | 21 - 13 | 6  | 3-4     | 0-2     |        | 6-5     | 6-1  | 6-1       |
| 4 | Бельгія   | 5 | 1 | 1  | 0  | 3 | 20 - 26 | 5  | 1-10    | 4-6     | 5-6    |         | 7-2  | 3-2 ОТ    |
| 5 | Китай     | 5 | 1 | 0  | 0  | 4 | 14 - 27 | 3  | 2-10    | 1-3     | 1-6    | 2-7     |      | 8-1       |
| 6 | Австралія | 5 | 0 | 0  | 1  | 4 | 11 - 49 | 1  | 3-18    | 4-14    | 1-6    | 2-3 ОТ  | 1-8  |           |

Найкращі гравці (директорат)
- Воротар:  Алехандро Ренесес
- Захисник:  Тіхамер Гьорфі
- Нападник:  Лазар Лестарич

Джерело:ІІХФ
Найкращі гравці команд
- Сілард Рокалі
- Оріоль Рубіо
- Юг Мітіч
- Арнауд Рамет
- Руді Їн
- Лінден Лодж

Джерело:ІІХФ

## Дивізіон ІІІ

### Група А
Матчі пройшли у Тайбеї (Республіка Китай) 22 — 28 березня.
| М | Збірна            | І | В | ВО | ПО | П | Ш       | О  | Ісландія | Мексика | Болгарія | Китайський Тайбей | Ізраїль | ПАР  |
| - | ----------------- | - | - | -- | -- | - | ------- | -- | -------- | ------- | -------- | ----------------- | ------- | ---- |
| 1 | Ісландія          | 5 | 3 | 2  | 0  | 0 | 19 - 13 | 13 |          | 3-2 Б   | 5-4 Б    | 3-1               | 3-2     | 5-4  |
| 2 | Мексика           | 5 | 1 | 2  | 2  | 0 | 17 - 10 | 9  | 2-3 Б    |         | 2-1 Б    | 3-4 ОТ            | 2-1 ОТ  | 8-1  |
| 3 | Болгарія          | 5 | 2 | 0  | 2  | 1 | 14 - 12 | 8  | 4-5 Б    | 1-2 Б   |          | 4-3               | 0-2     | 5-0  |
| 4 | Китайський Тайбей | 5 | 2 | 1  | 0  | 2 | 28 - 16 | 8  | 1-3      | 4-3 ОТ  | 3-4      |                   | 8-6     | 12-0 |
| 5 | Ізраїль           | 5 | 2 | 0  | 1  | 2 | 16 - 15 | 7  | 2-3      | 1-2 ОТ  | 2-0      | 6-8               |         | 5-2  |
| 6 | ПАР               | 5 | 0 | 0  | 0  | 5 | 7 - 35  | 0  | 4-5      | 1-8     | 0-5      | 0-12              | 2-5     |      |

Найкращі гравці команд
- Дімітар Дімітров
- Елвар Олафссон
- Дан Гоффман
- Антоніо Нахера
- Гарет Бремнер
- Чий Ї-Вей

Джерело:ІІХФ

### Група В
Матчі пройшли у Окленд (Нова Зеландія) 17 — 19 березня.
| М | Збірна        | І | В | ВО | ПО | П | Ш       | О | Туреччина | Нова Зеландія | Гонконг |
| - | ------------- | - | - | -- | -- | - | ------- | - | --------- | ------------- | ------- |
| 1 | Туреччина     | 2 | 2 | 0  | 0  | 0 | 14 - 5  | 6 |           | 5-4           | 9-1     |
| 2 | Нова Зеландія | 2 | 1 | 0  | 0  | 1 | 12 - 10 | 3 | 4-5       |               | 8-5     |
| 3 | Гонконг       | 2 | 0 | 0  | 0  | 2 | 6 - 17  | 0 | 1-9       | 5-8           |         |

Найкращі гравці
- Воротар:  Мухамед Карагул
- Захисник:  Фатіх Фанер
- Нападник:  Гаррісон Макгардж

Джерело:ІІХФ